# Upper North Bay
Upper North Bay – zatoka (ang. bay) w północnej części jeziora Gaspereau Lake w kanadyjskiej prowincji Nowa Szkocja, w hrabstwie Kings; nazwa urzędowo zatwierdzona 21 sierpnia 1974.